# 세사르 밀스테인
세사르 밀스테인(스페인어: César Milstein, CH FRS, 1927년 10월 8일 ~ 2002년 3월 24일)은 아르헨티나 출신의 생화학자이다. 인생의 대부분을 영국에서 생활하고 영국 국적을 취득했다. 1984년에 면역체계의 특이적 발달과 조절 이론, 단일클론항체 생산 원리에 대한 연구로 닐스 카이 예르네, 게오르게스 J. F. 쾰러와 함께 노벨 생리학·의학상을 수상했다.

## 수상 경력
- 1980년 : 루이자 그로스 호르위츠상
- 1980년 : 울프 의학상
- 1981년 : 애돌프 크레브스 경 메달
- 1982년 : 프랭클린 메달
- 1984년 : 노벨 생리학·의학상
- 1989년 : 코플리 메달

## 회원
- 1975년 : 왕립학회 회원[2]